# Madbury
Madbury är en kommun (town) i Strafford County i delstaten New Hampshire, USA. Vid folkräkningen år 2010 bodde 1 771 personer på orten. Den har enligt United States Census Bureau en area på totalt 31,7 km² varav 1,5 km² är vatten.  